# モンキーターン

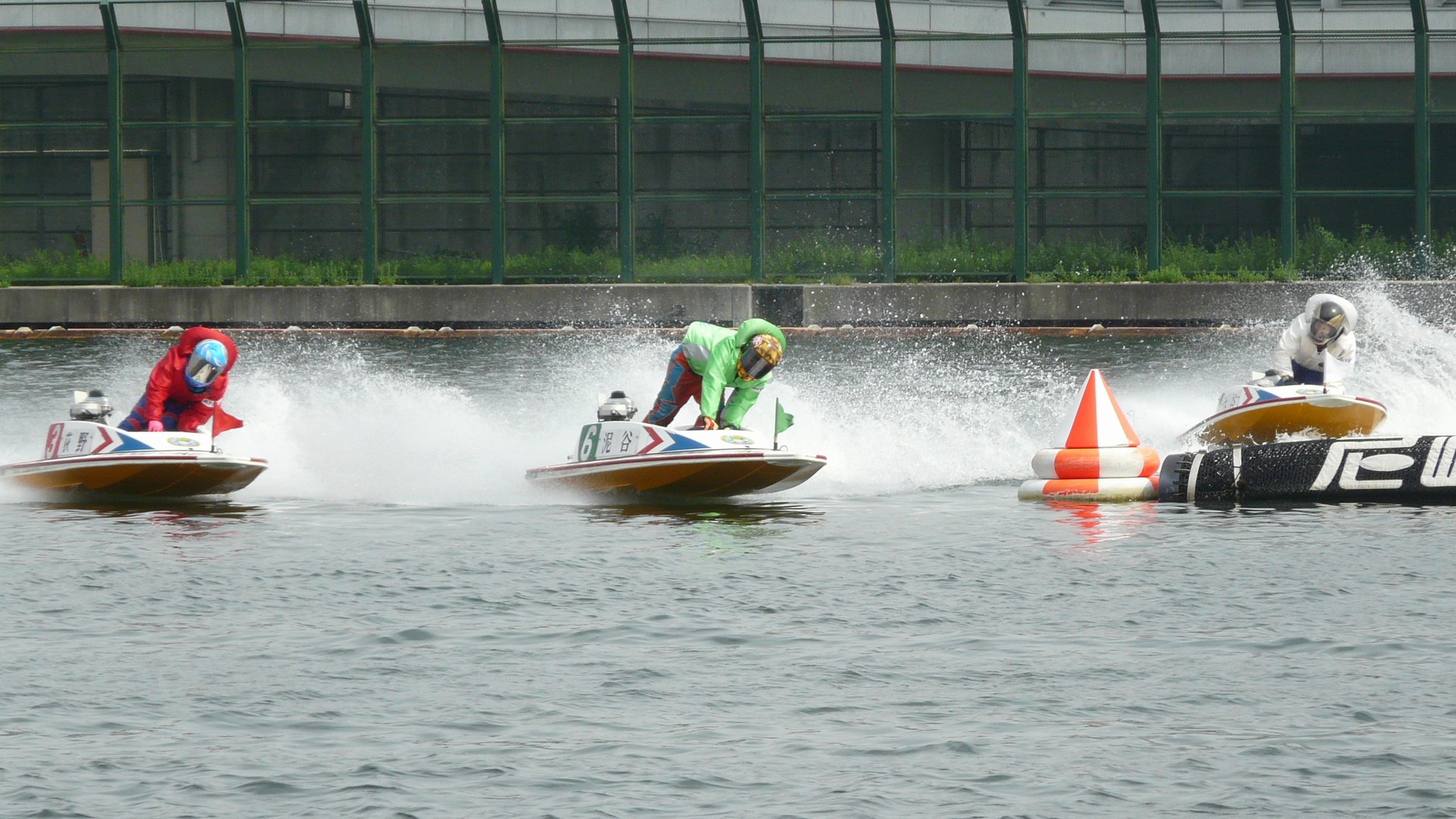
3隻が横並びでモンキーターン

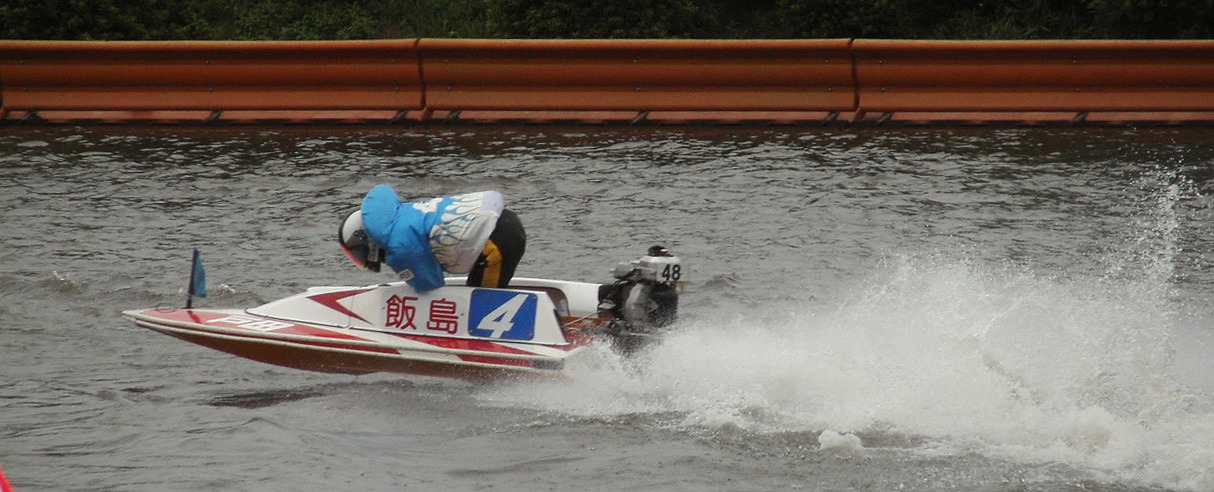
横から見た様子

モンキーターンとは、競艇における旋回手法の1つ。ボートの上に前傾姿勢で立ち上がり、外側を蹴るようにして旋回する。外側に荷重がかかって通常のターンよりも高速旋回が可能になり、従来の膝で体重を支える乗り方よりも膝への負担が軽くなったとされる。
他にも、モンキーターン以外の旋回方法として、地蔵乗りや、2010年代後半より江夏満や下河誉史など、九州の支部に所属している複数のボートレーサーによって新たに考案された足を外に放り出してターンするスコーピオンターンと言う旋回法がある。

## 歴史
最初に始めたのは飯田加一だとされ、競馬のモンキー乗りに似ていることからこの名が付けられた。後に飯田が語ったところによれば、確かにモンキー乗りも参考にはしているものの、実際には当時の彼がウィンドサーフィンに熱中していたことから、そのレースにおける選手のテクニックを参考に編み出したものだという。
当初は危険な乗り方として真似する選手はほとんどいなかった。飯田自身、モンキーターンを使い始めた頃はよく転覆をしていた。しかし、飯田は何年も試行錯誤をしてモンキーターンを使い続けていくうち、結果を出し始める。飯田が1着を取ったレースで、たびたびそのレース場での最高タイムを出すようになる。
飯田のモンキーターンが当時の若手男子選手の間で注目され、その後若手女子選手を含めて徐々に真似をする選手が増えていった。
そして、1993年の総理大臣杯で植木通彦が、モンキーターンを駆使した選手としては初めてSGを獲得する。それ以降、競艇界はモンキーターン全盛時代に突入するようになった。
現在では、ボートレーサー養成所（上記の植木が一時同養成所の所長をしていた）のカリキュラムにも組み込まれる標準的な旋回方法になっている。
1993年に植木がモンキーターンをした当時、バイオレンスモンキーやフロンティアターンなどと呼ばれていた。